# 사이민

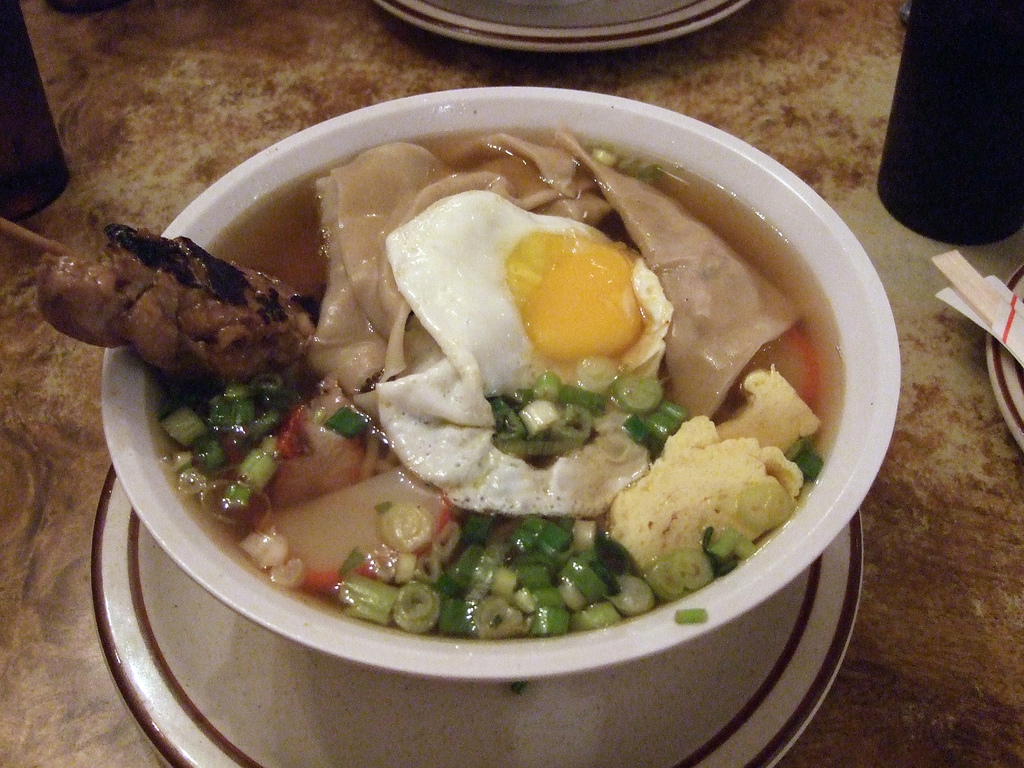
사이민

사이민(영어: Saimin)은 미국 하와이 발상의 국수 요리이다.

## 역사
사이민의 기원에 대해서는 잘 알려져 있지 않지만, 20세기 초반의 플랜테이션 시대에 외국인 이민, 특히 일본인 노동자들 사이에서 간편한 식사로 발전해 온 것으로 알려져 있다.

## 같이 보기
- 하와이 요리
- 로코모코
- 스팸 무스비